# Álvaro Pacheco
Álvaro Adriano Teixeira Pacheco (Vila Cova da Lixa, Portugal, 25 de junio de 1971) es un exjugador y entrenador de fútbol portugués que actualmente se encuentra libre.

## Carrera como jugador
Nacido en Vila Cova da Lixa, Pacheco es producto de las academias juveniles de los clubes locales Lixa y Felgueiras, mientras trabajaba como cerrajero mecánico con su padre cuando era adolescente. A los 17 años empezó a entrenar con los mayores de Felgueiras, donde se convirtió en futbolista profesional.
Jugó más de 70 partidos en Segunda División y pasó la mayor parte de su carrera en las ligas semiprofesionales de Portugal. Su primer trabajo como entrenador fue en 2005, en las categorías inferiores del club Paredes, donde también conoció a Miguel Leal, que era ayudante de Rui Quinta. Se retiró como jugador en la temporada 2007-08, con 34 años.

## Carrera como entrenador
Pacheco comenzó su carrera como entrenador con Lixa en 2011. Posteriormente, fue asistente técnico de Miguel Leal en Peñafiel, Moreirense y Boavista, y de Filipe Ribeiro en el Jonava de Lituania.

### Fafe
El 24 de septiembre de 2018, Pacheco firmó como entrenador del Fafe, por entonces séptimo clasificado en la Terceira Liga.En su única temporada, llevó al equipo a los playoffs, donde fueron eliminados por Praiense en cuartos de final.

### Vizela
En junio de 2019, Pacheco fichó por el Vizela, otro equipo eliminado de la misma fase de los play-offs.Su primera temporada fue cancelada debido a la pandemia de COVID-19 y la Federación Portuguesa de Fútbol los ascendió junto al Arouca a la segunda división.Su equipo selló un segundo ascenso consecutivo el 22 de mayo siguiente, venciendo al Arouca por el segundo lugar con una victoria en casa por 5-2 en la última jornada.
El 30 de noviembre de 2022, Pacheco fue despedido a pesar de que el equipo no estuviera comprometido con el descenso.Días después, fue homenajeado por el Ayuntamiento de Vizela, y dijo que quería regresar al club.

### Estoril
El 19 de junio de 2023, fue contratado por el Estoril y firmó un contrato por una temporada.El 24 de septiembre, después de seis partidos de la Primeira Liga, el club anunció que había sido relevado de sus funciones.

### Vitória Guimarães
El 4 de octubre de 2023, Pacheco fue nombrado entrenador del Vitória Guimarães, firmando un contrato de dos años.Siendo el tercer entrenador de la temporada después de Moreno y Paulo Turra, llevó al club a conseguir siete victorias en sus primeros diez partidos, alcanzando también una racha de cinco partidos invicto.El 15 de mayo de 2024, tras clasificar al club para la Liga Conferencia de la UEFA 2024-25, rescindió su contrato con el equipo portugués.

### Vasco da Gama
El 21 de mayo de 2024, fue oficializado como entrenador del Vasco da Gama hasta el final de la temporada.El 20 de junio, fue destituido de su cargo después de haber dirigido tan solo cuatro encuentros.

### Al-Orobah
El 21 de julio de 2024, fue anunciado como técnico del Al-Orobah.El 2 de enero de 2025, el club anunció la rescisión de su contrato por retrasos en su salario.

## Clubes

### Como jugador
| Club                | País     | Año       |
| ------------------- | -------- | --------- |
| Felgueiras          | Portugal | 1989-1991 |
| Lixa                | Portugal | 1991-1994 |
| Aves                | Portugal | 1994-1995 |
| Lixa                | Portugal | 1995-1996 |
| Tirsense            | Portugal | 1996-1997 |
| Estoril             | Portugal | 1997-1999 |
| Lixa                | Portugal | 1999-2000 |
| Vilanovense         | Portugal | 2000-2002 |
| Dragões Sandinenses | Portugal | 2002-2003 |
| Fafe                | Portugal | 2003-2005 |
| Paredes             | Portugal | 2005-2007 |
| Amarante            | Portugal | 2007      |

### Como entrenador
| Club              | País           | Año       |
| ----------------- | -------------- | --------- |
| Lixa              | Portugal       | 2011-2012 |
| Fafe              | Portugal       | 2018-2019 |
| Vizela            | Portugal       | 2019-2022 |
| Estoril           | Portugal       | 2023      |
| Vitória Guimarães | Portugal       | 2023-2024 |
| Vasco da Gama     | Brasil         | 2024      |
| Al-Orobah         | Arabia Saudita | 2024-2025 |